# Hanne Ribens
Hanne Ribens (født 13. oktober 1934 i København) er en dansk skuespillerinde.
Hanne Ribens debuterede i 1953 i Andelsteatrets turné og blev senere elev hos Blanche Funch og Knud Heglund inden hun i 1957 blev uddannet fra Skuespillerskolen ved Odense Teater. Debuten på film fik hun året efter i Guld og grønne skove. Hun blev derefter tilknyttet Aarhus Teater og senere Gladsaxe Teater. Fra begyndelsen af 1970'erne var hun en del af det faste ensemble på Folketeatret. 
Hun medvirkede desuden i flere spillefilm samt i Radioteatret. Ribens' mest markante rolle er som moderen i Johnny Larsen (1979), mens hendes øvrige filmroller har været mindre væsentlige.

## Filmografi
- Guld og grønne skove (1958)
- Den rige enke (1962)
- Måske i morgen (1964)
- Mig og min lillebror (1967)
- Lille spejl (1978)
- Johnny Larsen (1979)
- Øjeblikket (1980)
- Barndommens gade (1986)

## Tv-serier
- Smuglerne (1970)
- Livsens Ondskab (1972)